# 魏革军
魏革军（1964年9月—），男，汉族，河南禹州人，中华人民共和国政治人物。现任中国人民银行西安分行党委书记、行长，国家外汇管理局陕西省分局局长。第十四届全国政协委员。